# Kash Killion
Kash Killion (* im 20. Jahrhundert in Alton (Illinois)) ist ein US-amerikanischer Bassist und Cellist des Avantgarde Jazz und der Neuen Improvisationsmusik.

## Leben und Wirken
Kash Killion stammt aus Alton in Illinois, derselben Stadt, in der auch Miles Davis geboren wurde. Er zog 1976 an die Westküste der USA, wo er mit dem Pianisten Horace Tapscott arbeitete, der sein Mentor wurde. In dieser Zeit trat er u. a. mit Julius Hemphill, Billy Higgins, James Newton, Billy Bang, Bobby Hutcherson, Reggie Workman, Pharoah Sanders auf. Mitte der 1980er Jahre wurde das Cello sein Hauptinstrument, als er sich mehr der Neuen Improvisationsmusik zuwandte und mit dem Schlagzeuger Paul Murphy, dem Saxophonisten Glenn Spearman und der Violinistin India Cooke zusammenarbeitete. Schließlich kehrte er wieder zum Bass als Hauptinstrument zurück und spielte mit Sun Ra, auf dessen Black-Saint-Album Major Temples von 1990 Killion als Cellist zu hören ist; außerdem arbeitete er mit Butch Morris, George Lewis, Rent Romus und John Zorn und wirkte an Projekten von Tanzgruppen und Dichtern wie Amiri Baraka, Quincy Troupe, Alice Walker und Jessica Hagedorn mit.
Anfang der 2000er Jahre arbeitete er erneut mit Paul Murphy im Trio mit Marco Eneidi (Shadow Intersections West), mit dem Pianisten Joel Futterman, (Lifeline, 2001 sowie Live At Noe Valley, 2002) und mit Ike Levin. 2001 wirkte er an Larry Willis’ Album Sunshower mit. Des Weiteren spielte er Cello bzw. Bass im Duo mit dem Altsaxophonisten Anthony Ortega (Afternoon in Paris, 2007). Killion lebt in der San Francisco Bay Area; in den folgenden Jahren arbeitete er dort mit seinem Trio Killion's Trillions mit dem Violinisten Sandy Poindexter und dem Perkussionisten Kenneth Nash. Gemeinsam mit Kenneth Nash ist er seit 2010 Mitglied der Band The Pyramids um den Multiinstrumentalisten Idris Ackamoor.

## Diskographische Hinweise
- Kash Killion/Greg Jones: Sting You with my Christmas Bee (2006)
- Lost Legacy of the Cello – Kash Killion and Killion's Trillions (2006)